# Hillsong
L'Església Hillsong (Hillsong Church en anglès), és una església cristiana, de tall pentecostal pertanyent a les Assemblees de Déu, forma part de les Esglésies Cristianes Australianes i és coneguda en l'àmbit internacional de la música cristiana contemporània pel seu segell discogràfic i les cançons Hillsong worship, que van ser traduïdes i són reinterpretades en moltes Esglésies evangèliques del món.

## Estructura
Persones com Darlene Zschech, Joel Houston, Reuben Morgan, Marty Sampson i Jad Gillies P. van ser alguns dels líders musicals que van començar a cantar a l'església i van ser ràpidament reconeguts al món pel gran abast de la seva distribució.
L'església mare i principal, centre d'operacions està localitzada en el cim d'un pujol a la ciutat universitària de Hills Campus, en Nova Gal·les del Sud. Però posseeix diversos campus, en Sydney, Brisbane, Melbourne, Newcastle, Gold Coast i Noosa. El seu segon campus, en Waterloo, prop del Parc Empresarial Central (Central Business District) de Sydney. En el 2009, van afegir un tercer campus en Campbelltown, New South Wales, i una cambra en Mount Gravatt, Queensland. I des del 2015 ja hi ha tres més a Melbourne, Victòria.
Les ramificacions internacionals de l'Església Hillsong inclouen les congregacions en múltiples ciutats: Hillsong London en el Regne Unit, Hillsong Paris a França, Hillsong Kíev a Ucraïna, Hillsong Moscow a Rússia, Hillsong New York City i Hillsong Los Angeles als Estats Units, Hillsong Stockholm a Suècia, Hillsong Capi Town a Sud-àfrica, Hillsong Barcelona a Espanya, Hillsong Amsterdam a Holanda i, recentment començant Hillsong Buenos Aires a l'Argentina i pròximament Hillsong São Paulo a Brasil.
El primer centre de convencions de l'Església Hillsong, amb les millors característiques d'un modern teatre o sala de concerts, i amb 3.500 seients, va ser inaugurat per John Howard, Primer Ministre d'Austràlia, l'octubre del 2002.

## Conferències de l'Església Hillsong
Bona part de l'èxit de Hillsong es deu a les quatre grans conferències que afavoreix (grans esdeveniments comunicacionals similars a les tradicionals "Campanyes evangèliques" de l'evangelisme nord-americà, però amb major èmfasi en la qualitat de l'espectacle) i que són les següents:
- La Hillsong Conference, esdeveniment anual que el juliol de 2005 va reunir al voltant de 30.000 persones en l'Acer Arena del Parc Olímpic de Sydney i 35.000 el 2006, amb els representants d'altres 21 denominacions cristianes de 71 països.[1]
- La Colour Your World Conference, esdeveniment destinat especialment a dones.
- La Hillsong Men's Conference, conferència destinada als homes
- La Hillsong United Youth, últimament anomenada Encounter que és l'esdeveniment destinat als joves.[2]

D'altra banda, l'Església Hillsong assenyala que reuneix més de 19.000 persones cada diumenge en els seus múltiples serveis al llarg del dia.

## Controvèrsies
Hillsong es va veure esquitxada per l'escàndol de Michael Guglielmucci, qui va compondre la cançó The Healer, (de l'àlbum This is our God) en la seva suposada lluita contra el càncer i que va ser molt popular. Gulielmucci va confessar en un programa de televisió que mai ha sofert tal malaltia i que aquesta cançó la va crear per poder sufragar la seva addicció a la pornografia. Davant la qual cosa la cançó va ser treta de les produccions

## Hillsong Music
Així com les Hillsong Conferences van ser fonamentals per al creixement de l'Església, Hillsong Music ho ha estat per al seu creixement mediàtic i financer. L'Equip de Lloança i Adoració de l'Església Hillsong dirigit fins a l'any 2007 per la pastora Darlene Zschech, ha constituït un gran èxit per a les vendes del segell discogràfic Hillsong.
Hillsong Church, com també es deia al principi l'agrupació musical de l'església, va gravar el seu primer àlbum en 1988, el compilat Spirit and Truth ('Esperit i Veritat') que va incloure onze cançons gravades en dos estudis, el Rich Music Studios i els Estudis 301 de EMI en Sydney i van ser barrejats per Guy Gray i Peter Beveridge.
Des d'aquest moment la influència de la música Hillsong va ser creixent en el gust dels oïdors australians de música cristiana contemporània, en 1990 va aparèixer Show Your Glory ('Mostra La teva Glòria'), gravat aquesta vegada en els Nightlight Studios i barrejat per Guy Gray en Rich Music Studio i Nightlight Studios, est va ser el primer àlbum distribuït i comercialitzat fora d'Austràlia, obrint-se camí al mercat europeu (especialment britànic).
Amb el temps, la música Hillsong va començar a establir-se sòlidament al mercat de música cristiana i, juntament amb això, les Conferències Hillsong també van prosperar.
En 1992, amb l'àlbum gravat en viu The Power of Your Love ('El poder del teu amor'), per Geoff Bullock, Darlene Zschech i l'equip Hillsong, es consolida Hillsong Music Austràlia com a segell musical independent i amb una amplíssima discografia.
En total són al voltant de 105 àlbums, incloent-hi Hillsong Live, Compilation Sèries, Worship Sèries, United, Kids, Kids BiG, Youth, Youth Alive, Kíev, Brazil, EP's, Chapel, Christmas, Instrumental Sèries, etc.

### Discografia de Hillsong Music Austràlia
Hillsong Music ha editat en disc compacte i cassets un nombre important d'àlbums gravats en estudi i en viu, també vídeos en VHS, des del 2000 també en DVD i actualment en Blu-ray.

### Discografia de Hillsong en altres països
L'Església Hillsong a Londres (Regne Unit) també ha llançat els seus propis àlbums, amb un estil més britànic i marcat per l'experiència de la música de l'església en viu. El 2004 van editar Shout God's Fame (Proclamin la glòria de Déu), i en el 2006 van llançar l'àlbum Jesus Is (Jesús és). El 2008 van llançar el seu nou disc Hail to the king.
Integrity Music als Estats Units d'Amèrica ha gravat dos àlbums en viu a l'Església Hillsong titulats Shout To The Lord (Canta al Senyor), amb vendes sobre les 500.000 còpies, i Shout To The Lord 2000, que ha ocupat el segon lloc en les comparatives de música cristiana de ràdio i revistes nord-americanes.
L'Església Hillsong Kíev (Ucraïna), ha gravat 16 àlbums diferents, inclosos els dels joves i els àlbums dels nens. Principalment, les cançons en els àlbums són traduccions de les cançons escrites a l'Església Hillsong en Sydney, i recentment, Hillsong a Londres, però també hi ha cançons originals compostes principalment per Vera Kasevich. Hi ha hagut prop de 20 enregistraments de l'àlbum.